# Dejvická (métro de Prague)
Dejvická est une station de métro à Prague, en Tchéquie. Située sur la ligne A du métro de Prague entre Bořislavka et Hradčanská, elle est ouverte depuis le 12 août 1978.